# Орегонський шлях

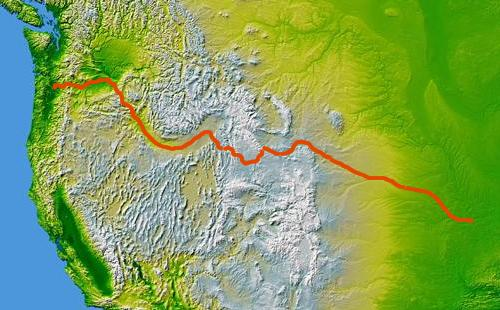

Орегонський шлях (Орегонська стежка, англ. Oregon Trail) — дорога в США довжиною 3200 км., по якій переселенці зі Сходу перетинали Скелясті гори. Проходила від Великих Рівнин до узбережжя Тихого океану, частково — індіанськими землями народу лакота (сіу).
З 1842 по 1846 щорічно близько 100 возів збиралися в місті Індепенденс на річці Міссурі, щоб почати шлях до узбережжя Тихого океану. У міру того як число переселенців зростало, до переселенців посилювалося вороже ставлення з боку індіанців.
Після відкриття родовищ золота у Монтані (1862) дослідник і золотошукач Джон Бозмен проклав до нього бічну дорогу — Бозменський шлях, що проходив від форту Седжвік через форт Ларамі і закінчувався в горах Біг-Хорн. У 1880-х роках, коли «золота лихоманка» спала, Бозменський шлях став використовуватися для перегону скотини.